# Tuusulanjärvi
Der Tuusulanjärvi [ˈtuːsulɑnjærvi] (schwed. Tusby träsk) ist ein See in der Landschaft Uusimaa im Süden Finnlands. 
Er liegt auf dem Gebiet der Gemeinden Tuusula und Järvenpää. Der See hat eine Fläche von 5,92 km². Seine Form ist langgestreckt; die Entfernung zwischen den beiden Enden des Sees beträgt ca. 7 km. Am Südende des Tuusulanjärvi liegt das namensgebende Kirchdorf Tuusula, am Nordende die Stadt Järvenpää. Anfang des 20. Jahrhunderts bildete sich eine Künstlerkolonie am Tuusulanjärvi: Am Ufer des Sees befinden sich Jean Sibelius’ Wohnhaus Ainola und die Häuser des Schriftstellers Juhani Aho, der Kunstmaler Pekka Halonen und Eero Järnefelt sowie des Komponisten Joonas Kokkonen. Der spätere Nobelpreisträger Frans Eemil Sillanpää entschied sich hier, Schriftsteller zu werden. 
Schon vorher verbrachte der finnische Nationaldichter Aleksis Kivi am Rande des Sees seine letzten Monate in einer kleinen Hütte, die seinem Bruder Albert Stenvall gehörte und in der er am letzten Tag des Jahres 1872 starb.